# 110년대
110년대는 110년부터 119년을 가리킨다.